# Frenum piercing

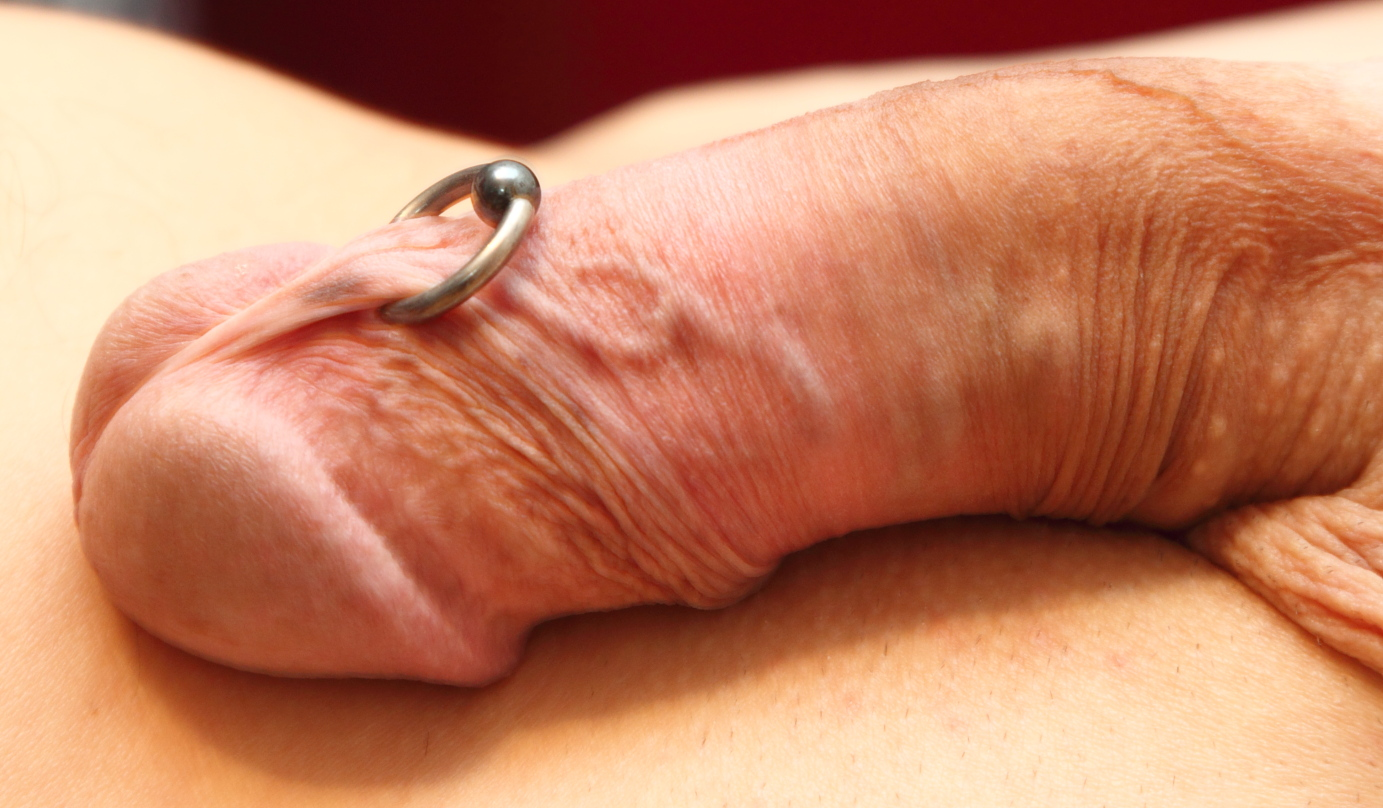
Frenum piercing con anillo de perla cautiva.

Un frenum piercing es un tipo de piercing o perforación corporal que se hace a través del frenillo prepucial. El término también se emplea a veces para referirse a otras perforaciones realizadas en la zona ventral del pene humano.
El frenum piercing es, después del piercing príncipe Alberto, uno de los piercings más comunes en genitales masculinos.

## Colocación

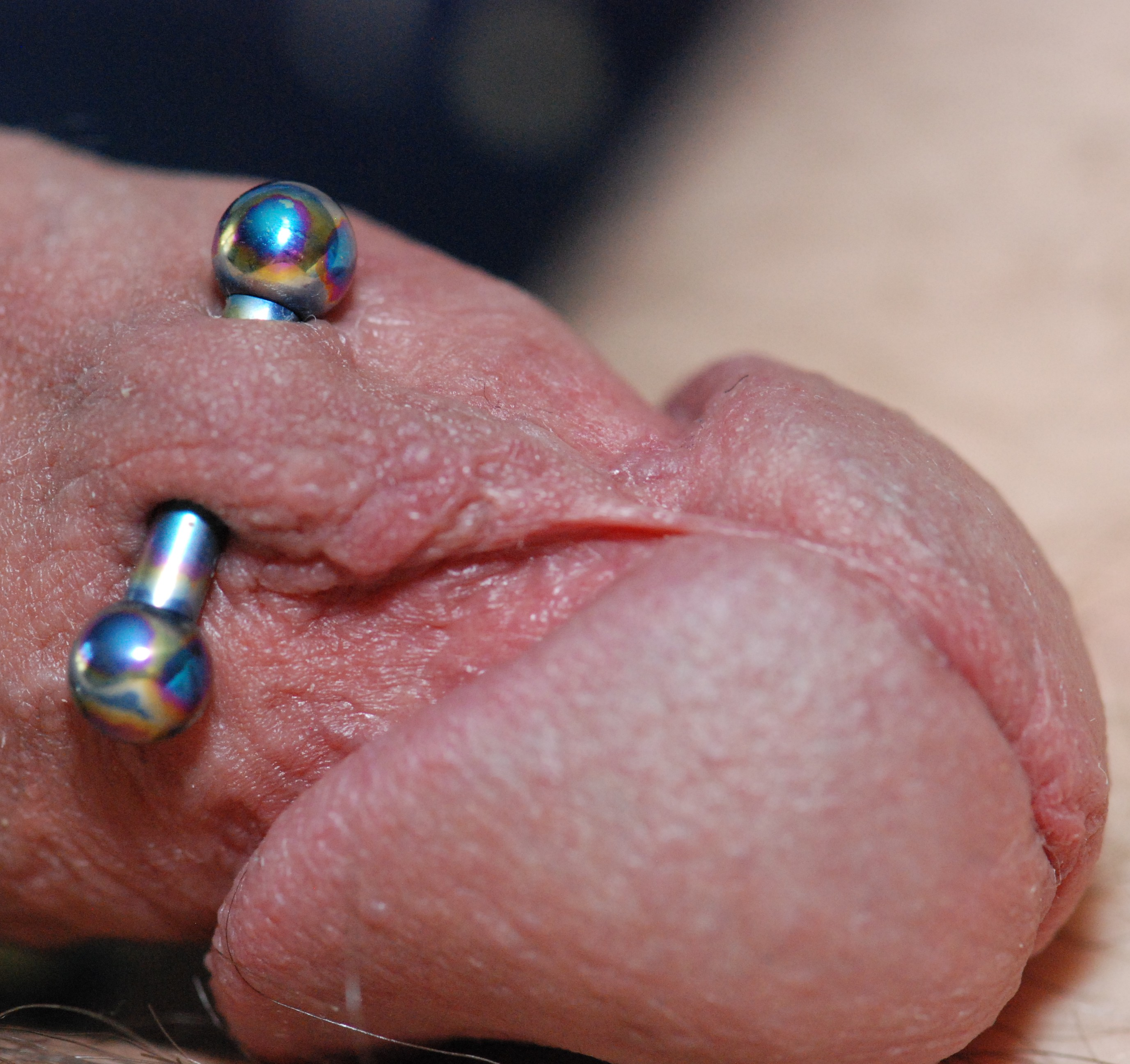
Frenum piercing en un pene circuncidado

Los frenum piercing se colocan perpendiculares al tronco del pene, atravesando solamente la piel del frenillo, sin llegar a perforar el pene o la uretra. En los hombres circuncidados sólo es posible realizar este tipo de pirsin si luego de la circuncisión quedó algún remanente del frenillo.

## Curación
El tiempo de curación para este tipo piercing  es variable. Dependiendo de la persona, puede tomar desde 2 semanas hasta 4 meses en sanar completamente.

## Joyería

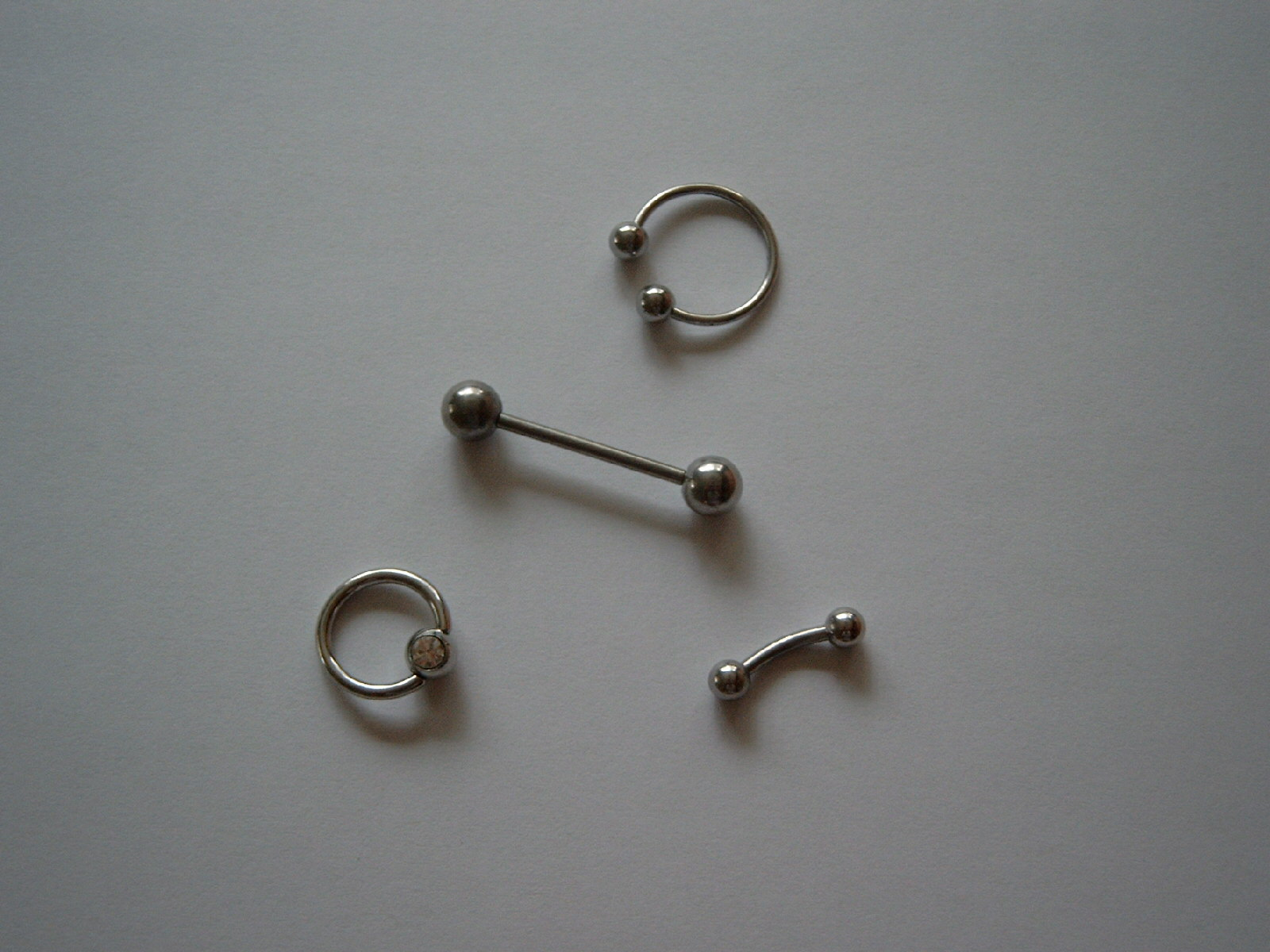
Barra circular, barra, anillo de perla cautiva (BCR) y barra curva.

La joyería más empleada en frenum piercings incluye la barra (barbell), barra circular, barra curva y anillo de perla cautiva (BCR). Estos materiales suelen tener espesores que van desde 2 mm hasta 3,2 mm, los cuales no deben excederse para evitar que se produzcan molestias, dolor o desgarro del frenillo durante el coito. Una amplia variedad de dispositivos de castidad hace uso de pírsines en el frenillo como parte de fetiche o actividades BDSM.

## Historia y cultura
La referencia más temprana sobre el uso de frenum piercings se encuentra en Die künstlichen Verunstaltungen des Körpers bei den Batta. Zeitschrift für Ethnologie (16:217-225, 1884), que declaraba que entre los habitantes de Timor había un grupo étnico que portaba anillos de bronce en el frenillo con el fin de aumentar la estimulación sexual durante el coito.
En la sociedad contemporánea, los piercings en el frenillo fueron más comunes entre miembros de subculturas gay BDSM, hasta que la perforación corporal se hizo popular a finales de 1970 y principios de 1980.
Los piercings en el frenillo se destinan a menudo a proporcionar placer sexual tanto para el portador como para la persona con quien mantenga relaciones sexuales. También pueden ser utilizados para conectar dispositivos de castidad al portador, negándoles el placer sexual.

## Variantes
El Frenum Ladder o escalera se compone de una serie de pírsines que se extienden desde el frenillo y hacia la base del pene.